# Ulica Marywilska w Warszawie
Ulica Marywilska – ulica w warszawskich dzielnicach Targówek i Białołęka.

## Przebieg
Ulica Marywilska jest częścią ciągu komunikacyjnego – Szwedzka – rondo Żaba – Odrowąża – Wysockiego – Marywilska – Czołowa – Wałuszewska.
Po drodze krzyżuje się m.in. z Odlewniczą, Daniszewską i Płochocińską. Jest jednojezdniowa na prawie całej swej długości. Nie posiada ścieżki rowerowej.

## Historia
Nazwa ulicy związana jest z Marywilem – dawnym folwarkiem znajdującym się na obrzeżach Białołęki.
Do czasu rozbiórki w latach 1926–1932 w pobliżu dzisiejszej ulicy Marywilskiej znajdował się jeden z fortów pierścienia zewnętrznego Twierdzy Warszawa – fort „Marywil“, którego zadaniem była m.in. osłona pobliskiej linii kolejowej.

## Ważniejsze obiekty
- Wafapomp
- Kanał Żerański
- Stacja kolejowa Warszawa Żerań
- Centrum Pomocy Bliźniemu
- Centrum Handlowe Marywilska 44